# Camponotus etiolipes
Camponotus etiolipes är en myrart som beskrevs av Bolton 1995. Camponotus etiolipes ingår i släktet hästmyror, och familjen myror. Inga underarter finns listade.